# Fiumalbo
Fiumalbo (emilián nyelven Fiumèlb) település Olaszországban, Emilia-Romagna régióban, Modena megyében. Lakosainak száma 1175 fő (2023. január 1.). Fiumalbo Coreglia Antelminelli, Abetone Cutigliano, Pievepelago, Sestola, Fanano és Riolunato községekkel határos.

## Népesség
A település lakossága az elmúlt években az alábbi módon változott:
| Lakosok száma | 1249 | 1240 | 1175 |
|               | 2017 | 2018 | 2023 |